# Мира-де-Айре
Мира-де-Айре (порт. Mira de Aire) — район (фрегезия) в Португалии, входит в округ Лейрия. Является составной частью муниципалитета Порту-де-Мош. По старому административному делению входил в провинцию Эштремадура. Входит в экономико-статистический субрегион Пиньял-Литорал, который входит в Центральный регион. Население составляет 3951 человек на 2001 год. Занимает площадь 16,77 км².
Покровителем района считается Дева Мария (порт. Nossa Senhora do Amparo).